# Victoria Larsson
Victoria Larsson, född 14 juli 1995, är en svensk sportskytt som tävlar i disciplinen skeet.

## Karriär
Vid världsmästerskapen i sportskytte 2019 tog hon brons i skeet. Vid europamästerskapen i sportskytte 2021 tog hon guld i mixeddubbel skeet. Vid OS-kvalfinalen placerade hon sig på en fjärdeplats och säkrade därmed en kvotplats i skeet för Sverige vid olympiska sommarspelen 2024. I maj 2024 meddelade SOK att Larsson kvalificerat sig för att tävla vis OS.